# Pietro Manfrin di Castione
Pietro Manfrin di Castione (Godego, 18 novembre 1827 – Castione, 3 settembre 1909) è stato un politico italiano.